# Альвін Бьорст
Альвін Бьорст (нім. Alwin Boerst; нар. 20 жовтня 1910, Остероде-ам-Гарц, Ганновер — пом. 30 березня 1944, поблизу н.п. Парліті, Ясси) — німецький військовий льотчик-ас за часів Третього Рейху. Один з найуспішніших бойових пілотів пікіруючого бомбардувальника Ju 87 «Штука». Здійснив 1 061 бойовий виліт. Майор (посмертно, 1944) Люфтваффе. Один з 160 кавалерів Лицарського хреста Залізного хреста з дубовим листям та мечами (посмертно, 1944).

## Біографія
Альвін Бьорст народився 20 жовтня 1910 року в місті Остероде-ам-Гарц в прусській провінції Ганновер в сім'ї ветеринара. Він став наймолодшим з дев'яти хлопчиків в родині Бьорст. Після закінчення гімназії вступив до університету в Геттінгені, де поряд з математикою і фізикою почав вивчати і літакобудування. Ще в гімназії Альвін захопився польотами на планерах і брав участь у будівництві навчального планера.
Військова кар'єра
- 4 квітня 1934 — солдат
- 12 жовтня 1935 — унтерофіцер
- 1 вересня 1938 — лейтенант
- серпень 1940 — оберлейтенант
- 1 грудня 1942 — гауптман
- 6 квітня 1944 — майор (посмертно)

Влітку 1933 року здав тести «А» і «В», які дали йому право здійснювати самостійні польоти на планерах. Після цього Бьорст регулярно брав участь у багатьох змаганнях планеристів, що проходили в горах в 25 милях на північ від Франкфурта-на-Майні.
4 квітня 1934 року він поступив на військову службу солдатом 2-го взводу 6-го автомобільного батальйону. 12 жовтня 1935 року йому присвоєно звання унтер-офіцера. Однак служба у протитанковій артилерії не захоплювала молодого хлопця й у 1937 році унтер-офіцер Бьорст добився переведення до Люфтваффе. Спочатку його направили до підрозділу бомбардувальної авіації в 7./KG157 «Boelcke». У 1938 році після проходження льотної підготовки обер-фенрих Бьорст прибув для проходження служби до I./StG163 і отримав призначення до 3./StG163, якою командував обер-лейтенант Вальдемар Плевіг. 1 вересня 1938 року Бьорсту присвоєно звання лейтенанта.
1 травня 1939 року у зв'язку з трансформацією повітряних сил Німеччини I./StG163 була перетворена на I./StG2. У липні 1939 року бортрадистом-стрільцем на Ju-87 Бьорста був призначений Ернст Філіус, разом з яким Бьорст і літав протягом наступних п'яти років на одному літаку.
З початком Другої світової війни Бьорст брав участь у боях в Польщі, де він здійснив 39 бойових вильотів, і 27 вересня 1939 року був нагороджений Залізним хрестом 2-го класу.
З перших годин вторгнення до країн Західної Європи лейтенант А.Бьорст в авангарді битви. Він брав участь у першому бойовому вильоті на Заході, коли Ju-87B з StG2 атакували фортифікаційні укріплення бельгійців у районі форту Ебен Емаель і міст в районі Алста. Згодом штурмував позиції союзних військ та укріплення Льєжа, Намюра, Кале, Ам'єна.
9 червня 1940 року Альвін Бьорст за успішне виконання 113 бойових вильотів був нагороджений Залізним хрестом 1-го класу, а в серпні 1940 року йому було присвоєно звання обер-лейтенант.
У квітні 1941 року німецький Вермахт вторгся до Югославського королівства. Під час боїв у небі Балкан обер-лейтенант Бьорст виконав 22 бойових вильоти, згодом у травні ще стільки ж під час боїв за острів Крит. При цьому йому вдалося потопити один британський есмінець і ще один важко пошкодити, який згодом також затонув (HMS «Келлі» та HMS «Кашмір»).
Напередодні вторгнення до Радянського Союзу Бьорст був призначений командиром 3./StG2. 28 червня 1941 року він здійснив свій 200-й бойовий виліт, а вже 21 липня — 250-й. 2 вересня в ході свого 300-го вильоту Бьорст знищив міст через Неву в районі Тирково. Крім того, в перші місяці війни на Східному фронті він також знищив 79 автомобілів, 6 танків, кілька артилерійських батарей і один залізничний склад.
5 жовтня 1941 року обер-лейтенант Бьорст нагороджений Лицарським Хрестом, до якого він був представлений після 300 бойових вильотів.
7 квітня 1942 року він виконав свій 400-й бойовий виліт, а 11 травня — 475-й. 10 серпня 1942 року Бьорст зробив 600-й виліт.
На початку вересня був відкликаний з фронту і направлений до авіашколи інструктором для навчання молодих пілотів Ju 87 «Штука». Замість Бьорста командиром 3./StG2 був призначений колишній командир 2./StG2 гауптман Ріхард Чекаі.
28 листопада 1942 року обер-лейтенант Бьорст за 624 бойових вильоти був нагороджений дубовим листям до Лицарського хреста (№ 149), а 1 грудня йому було присвоєно звання гауптман.
Весною 1943 Бьорст повернувся назад в StG2 і вже 16 травня 1943 року в районі Керчі він здійснив свій 700-й бойовий виліт.
Під час боїв на Курській дузі інтенсивність польотів штурмової авіації Люфтваффе була надзвичайною. Так гауптман Бьорст виконав 800-й виліт західніше Орла 25 липня 1943 року, а вже 28 серпня — свій 900-й літако-виліт на штурмовку.
29 вересня 1943 року молодого офіцера призначено командиром I./StG2, але через кілька днів на початку жовтня в ході одного з вильотів Бьорст дістав поранення в ногу осколком зенітного снаряда і був відправлений у госпіталь в Бухарест. Однак він пробув там недовго і вже незабаром остаточно прийняв у майора Бруно Діллей командування над I./StG2.
29 січня 1944 року в районі Умані Бьорст провів свій 1 000-й бойовий виліт.
30 березня 1944 року гауптман Бьорст вилетів на Ju-87G-1, щоб атакувати прорвалися в районі Ясс радянські танки. Це був уже 1060-й виліт Бьорста і в той же час перший бойовий виліт на протитанковому варіанті «Штуки». На північний схід від Ясс в районі села Парліті, неподалік від залізничної лінії, він виявив і атакував передові радянські танки. Як завжди, «Штуки» зустріли сильний зенітний вогонь. Літак Бьорста, отримавши кілька влучень, не впорався з керуванням і загорівся. Бортрадист оберфельдфебель Філіус встиг покинути кабіну, але, його парашут зачепився за хвостове оперення. Палаючий літак, падаючи, наостанок протаранив ще один радянський танк.
6 квітня 1944 року гауптман Альвін Бьорст був посмертно нагороджений мечами до Лицарського хреста (№ 61). 19 травня його бортрадист-стрілець оберфельдфебель Ернст Філіус, що зробив з ним понад 900 бойових вильотів, був також посмертно нагороджений Лицарським хрестом.

## Нагороди
- Медаль «За вислугу років у Вермахті» 4-го класу (4 роки)
- Нагрудний знак пілота (1938)
- Медаль «У пам'ять 1 жовтня 1938» із застібкою «Празький град»
- Залізний хрест
  - 2-го класу (27 вересня 1939)
  - 1-го класу (7 червня 1940)
- Почесний Кубок Люфтваффе (9 вересня 1941)
- Лицарський хрест Залізного хреста з дубовим листям і мечами
  - лицарський хрест (5 жовтня 1941)
  - дубове листя (№ 149; 28 листопада 1942)
  - мечі (№ 61; 6 квітня 1944)
- Нагрудний знак пілота (Італія)
- Нагрудний знак військового пілота (Болгарія)
- Нагрудний знак «За поранення» в чорному
- Нарукавна стрічка «Крит»
- Німецький хрест в золоті (5 червня 1942)
- Авіаційна планка бомбардувальника в золоті з підвіскою «1000» (29 січня 1944)